# Rally de las 24 Horas de 2013
El 54.º Rally de las 24 Horas fue la tercera fecha de la temporada 2013 del Campeonato Mexicano de Rally. Tuvo lugar los días 5 y 6 de julio en Toluca y Valle de Bravo, en el Estado de México. Fue organizado por el Club Automovilístico Francés de México, A.C. y se desarrolló completamente sobre asfalto. Tuvo un recorrido total de 559,41 kilómetros, 239,46 de los cuales fueron divididos en 13 tramos cronometrados; de ellos, el no. 12, de San Nicolás Tolentino a Donato Guerra, fue el súper tramo. Originalmente constaba de 14 etapas, pero la primera fue cancelada a finales de junio.
El ganador del rally fue el piloto Emilio Velázquez, del equipo MRCI Racing Team, el segundo lugar fue para Ricardo Cordero y el tercero para Javier Martínez Gallardo, cuyo resultado fue considerado como extraordinario al haberlo alcanzado con un automóvil de menor cilindraje que el de los dos primeros. Con el resultado, Velázquez afianzó su posición como líder del campeonato hasta la tercera fecha de la temporada.
La mayor parte de la prueba había sido dominada por Erwin Richter y había llegado a tener una ventaja de tres minutos sobre Velázquez, pero tuvo que abandonar casi al final por problemas con la bomba de gasolina de su automóvil. La prueba contó con 17 tripulaciones, cinco de las cuales tuvieron que abandonarla; cuatro a causa de fallas mecánicas y uno por despiste.

## Itinerario
| Día             | Tramo | Nombre                                                 | Distancia | Hora  | Ganador | Tiempo | Veloc. media | Líder rally |
| --------------- | ----- | ------------------------------------------------------ | --------- | ----- | ------- | ------ | ------------ | ----------- |
| Día 1 viernes 5 | TC1   | Las Juntas - Temascaltepec 1                           | 14,65 km  | 17:16 |         |        |              |             |
| Día 1 viernes 5 | TC2   | Temascaltepc 1 – Gasera Valle de Bravo 1               | 12,13 km  | 17:57 |         |        |              |             |
| Día 1 viernes 5 | TC3   | Gasera Valle de Bravo - Jesús del Monte                | 28,09 km  | 21:23 |         |        |              |             |
| Día 1 viernes 5 | TC4   | Jesús del Monte-Temascaltepec 2                        | 23,37 km  | 22,26 |         |        |              |             |
| Día 1 viernes 5 | TC5   | Temascaltepec 2-Gasera Valle de Bravo 2                | 12,13 km  | 23:04 |         |        |              |             |
| Día 2 sábado 6  | TC6   | Tilostoc 1 - Ixtapan del Oro 1                         | 14,54 km  | 08:53 |         |        |              |             |
| Día 2 sábado 6  | TC7   | Ixtapan del Oro 1 - Recarga Sto. Tomás de los Plátanos | 16,76 km  | 10:06 |         |        |              |             |
| Día 2 sábado 6  | TC8   | Sto. Tomás de los Plátanos - Tingambato                | 27,13 km  | 10:59 |         |        |              |             |
| Día 2 sábado 6  | TC9   | Tingambato - San Nicolás Tolentino                     | 27,06 km  | 12:22 |         |        |              |             |
| Día 2 sábado 6  | TC10  | San Nicolás Tolentino 2 - Donato Guerra                | 16,53 km  | 13:50 |         |        |              |             |
| Día 2 sábado 6  | TC11  | Donato Guerra - Reagrupamiento Valle                   | 14,61 km  | 15:03 |         |        |              |             |
| Día 2 sábado 6  | TC12  | San Nicolás Tolentino - Donato Guerra                  | 16,53 km  | 17:21 |         |        |              |             |
| Día 2 sábado 6  | TC13  | Donato Guerra - Meta                                   | 14,61 km  | 18:34 |         |        |              |             |
| Fuentes         |       |                                                        |           |       |         |        |              |             |

## Clasificación final
| 1.      | Emilio Velázquez     | Javier Marín C.      | Mitsubishi Lancer Evo IX    | 2:03:48.0 | -         | 25 |
| 2.      | Ricardo Cordero Jr.  | Marco Hernández      | Mitsubishi Lancer Evo IX MR | 2:09:40.3 | 0:05:52.3 | 21 |
| 3.      | Javier Martínez G.   | Carlos de Antunano   | Peugeot 206                 | 2:12:35.6 | 0:08:47.6 | -  |
| 4.      | Mario Fernández      | Ulises Piz Hernández | Subaru Impreza STI          | 2:13:43.5 | 0:09:55.5 | 15 |
| 5.      | Diego Retama         | Oscar Retama         | Renault Clio                | 2:18:37.4 | 0:14:49.4 | 12 |
| 6.      | Gastón Fernández     | Jaime Zapata         | Mitsubishi Lancer DE        | 2:21:17.4 | 0:17:29.4 | 10 |
| 7.      | Francisco Name Guzzi | Armando Zapata       | Mitsubishi Lancer Evo IX    | 2:22:05.3 | 0:18:17.3 | 10 |
| 8.      | José Luis Salamanca  | Fernanda Salamanca   | Porsche 911                 | 2:23:06.9 | 0:19:18.9 | -  |
| 9.      | Jordi Vidauri        | Edgar J. Davila      | Ford Ka                     | 2:29:19.5 | 0:25:31.5 | 6  |
| 10.     | Francisco Monroy     | Oscar Baltazar       | Ford Ka                     | 2:31:54.9 | 0:28:06.9 | 4  |
| Fuentes |                      |                      |                             |           |           |    |

| Predecesor: Cañadas 2013 | México 2013 | Sucesor: Media Noche 2013 |